# Обозначение моделей трамваев ЧКД Татра
Обозначение моделей трамваев ЧКД Татра (системы PCC) представляет собой сочетание букв и цифр. Названия моделей трамвайных вагонов, прошедших модернизацию, могут не соответствовать этой классификации.

## Стандартная маркировка вагонов
1-й символ
- T — обозначает четырёхосный моторный трамвайный вагон (трамвай)
- B (Б) — обозначает четырёхосный необмоторенный трамвайный вагон (прицеп)

2-й символ
- обозначение модельного ряда (поколение): 1—7[1]

3-й символ

Буквенное обозначение базы кузова вагона и направлений движения:
- A = 6,7 м (односторонний вагон)
- B (Б) = 7,5 м (односторонний вагон)
- C = 6,7 м (двусторонний вагон)
- D (Д) = 7,5 м (двусторонний вагон)

4-й символ

Цифровое обозначение ширины кузова:
- 2 = 2,2 м
- 5 = 2,5 м
- 6 = 2,6 м

5-й символ

Экспортная модификация:
- CS (Ч) — Чехословакия (обозначение от CzechoSlovakia)
- B (Б) — Болгария (обозначение от Bulgaria)
- D (Д) — Германская Демократическая Республика (обозначение от Deutsche Demokratische Republik)
- H (Х) — Венгрия (обозначение от Hungary)
- K — КНДР (обозначение от Democratic People's Republic of Korea)
- R (Р) — Румыния (обозначение от Romania)
- RF (РФ) — Россия (обозначение от Russian Federation)
- SU (СУ) — СССР (обозначение от Soviet Union)
- SUCS (СУЧ) — Чехословакия (изначально вагоны были построены для СССР, но потом переделаны для Чехословакии)
- YU (Ю) — Югославия (обозначение от YUgoslavia)

ВНИМАНИЕ:
- Для трамвайных вагонов T3R (построенных в 1990-е годы) символ R (Р) обозначает модернизацию (Rekonstrukce)

Пример расшифровки модели: T6B5SU — четырёхосный моторный трамвайный вагон 6-го поколения с базой кузова 7,5 м для одностороннего движения, с шириной кузова 2,5 м, построенный для СССР.

## Маркировка сочленённых вагонов

### Для трамвайных вагонов, построенных в 1960-е годы
1-й символ
- K — обозначает шестиосный сочленённый моторный трамвайный вагон (сочленённый трамвай)

2-й символ

Обозначение модельного ряда (поколение): 1, 2 или 5
3-й символ

Экспортная модификация:
- AR (АР) — Объединённая Арабская Республика (обозначение от United Arab Republic)
- SU (СУ) — СССР
- YU (Ю) — Югославия

Пример расшифровки модели: K2YU — шестиосный сочленённый моторный трамвайный вагон, построенный для Югославии.

### Для трамвайных вагонов, построенных в 1970-е годы и позднее
1-й символ
- K — обозначает сочленённый трамвайный вагон (сочленённый трамвай)
- R — обозначает скоростной сочленённый трамвайный вагон с возможностью движения по железной дороге

2-й символ
- T — обозначает моторный трамвайный вагон
- B — обозначает необмоторенный трамвайный вагон

3-й символ

- Число осей: 4, 6 или 8

4-й символ

Буквенное обозначение базы кузова вагона и направлений движения:
- A = 6,7 м (односторонний вагон)
- B (Б) = 7,5 м (односторонний вагон)
- C = 6,7 м (двусторонний вагон)
- D (Д) = 7,5 м (двусторонний вагон)

5-й символ

Цифровое обозначение ширины кузова:
- 2 = 2,2 м
- 5 = 2,5 м
- 6 = 2,6 м

6-й символ

Экспортная модификация:
- D (Д) — Германская Демократическая Республика
- K — КНДР
- M — Филиппины (обозначение от Manila)
- SU (СУ) — СССР
- YU (Ю) — Югославия

ВНИМАНИЕ:
- Использование буквы N означает, что вагон низкопольный.
- Этой классификации не соответствует модель RT6 (RT6N1 и RT6S, где S = Siemens AG).

Пример расшифровки модели: KT8D5SU — сочленённый восьмиосный моторный трамвайный вагон с базой кузова 7,5 м  для двустороннего движения, с шириной кузова 2,5 м, построенный для СССР.